# Margaret W. Rossiter History of Women in Science Prize
Der Margaret W. Rossiter History of Women in Science Prize (ursprünglich History of Women in Science Prize) ist eine wissenschaftliche Auszeichnung der History of Science Society (HSS).
Die HSS vergibt den Preis in Anerkennung einer herausragenden wissenschaftlichen Veröffentlichung zur Geschichte der Frauen in der Wissenschaft. Das ausgezeichnete Werk kann sich inhaltlich mit den Aktivitäten von Frauen in der Wissenschaft befassen, wissenschaftliche Praktiken der Vergangenheit unter expliziter Berücksichtigung der Kategorie Geschlecht analysieren oder untersuchen, wie Frauen von Wissenschaftlern gesehen wurden. Das Thema kann mittels eines biographischen, institutionellen, theoretischen oder anderen Ansatzes verfolgt worden sein. Für den Preis relevante Wissenschaften sind die Medizin, die Technikwissenschaften, die Sozialwissenschaften und die Naturwissenschaften. Der Preis ist mit 500 $ dotiert.

## Geschichte
Der Preis wurde 1987 unter dem Namen History of Women in Science Prize ins Leben gerufen. Das 1972 gegründete Committee on Women der HSS (heute Women’s Caucus) hatte den Preis vorgeschlagen und dafür Spenden von 4000 $ gesammelt. Es dauerte jedoch mehrere Jahre, bis die dauerhafte Finanzierung des Preises gesichert werden konnte.
2004 wurde der Preis in Anerkennung der Verdienste der Wissenschaftshistorikerin Margaret W. Rossiter umbenannt. Sie hatte zum einen zehn Jahre lang mit bemerkenswerten Erfolg als Herausgeberin der Zeitschrift der HSS, Isis, gewirkt. Zum anderen sollte auf diese Weise die „einzigartigen“ Beiträge Rossiters zur Wissenschaftsgeschichte gewürdigt werden. Rossiter ist eine Pionierin auf dem Gebiet der Rolle der Frauen in der Wissenschaft. 1997 war sie selbst mit dem Preis ausgezeichnet worden.

## Vergaberichtlinien
Der Preis wird im Wechsel an eine Monografie (in ungeraden Jahren) oder an einen in einer Zeitschrift oder in einem Sammelband erschienenen Artikel (in geraden Jahren) vergeben. Das ausgezeichnete Werk muss in den vier Kalenderjahren vor dem Jahr der Auszeichnung veröffentlicht worden sein. Für das im Jahr 1987 ausgezeichnete Jahr konnten also Veröffentlichungen aus den Jahren 1983, 1984, 1985 und 1986 berücksichtigt werden. Eine Teilung der Auszeichnung in zwei Werke ist nicht vorgesehen. Die Anzahl der Autoren der Veröffentlichung ist auf zwei beschränkt.

## Preise
| Jahr | Preisträger                          | Ausgezeichnetes Werk |
| ---- | ------------------------------------ | --- |
| 1987 | Regina Markell Morantz-Sanchez       | Sympathy and Science. Women Physicians in American Medicine. Oxford University Press, Oxford 1985. ISBN 0-19-503627-1. |
| 1988 | Pnina Abir-Am                        | Synergy or Clash: Disciplinary and Marital Strategies in the Career of Mathematical Biologist Dorothy Wrinch. In: Pnina Abir-Am, Dorinda Outram (Hrsg.): Uneasy Careers and Intimate Lives. Rutgers University Press, New Brunswick, N.J., 1987. ISBN 0-8135-1255-7.                                               |
| 1989 | Joan Mark                            | A Stranger in Her Native Land: Alice Fletcher and the American Indians. University of Nebraska Press, Lincoln 1988. ISBN 0-8032-3128-8. |
| 1990 | Ann Hibner Koblitz                   | Science, Women, and the Russian Intelligentsia: The Generation of the 1860s. In: Isis. Band 79, Nr. 2, Juni 1988, S. 208–226. JSTOR:233605 |
| 1991 | Martha H. Verbrugge                  | Able-Bodied Womenhood: Personal Health and Social Change in Nineteenth-Century Boston. Oxford University Press, New York 1988. ISBN 978-0-19-505124-7. |
| 1992 | Judith Coffin                        | Social Science Meets Sweated Labor: Reinterpreting Women’s Work in Late Nineteenth-century France. In: The Journal of Modern History Band 63, Nr. 2, Juni 1991. S. 230–70. JSTOR:2938484. |
| 1993 | Barbara Duden                        | The Woman Beneath the Skin: A Doctor’s Patients in Eighteenth-Century Germany. Harvard University Press, Cambridge, Mass., 1991. ISBN 978-0-674-95404-5. Deutsche Originalausgabe: Geschichte unter der Haut. Ein Eisenacher Arzt und seine Patientinnen um 1730. Klett-Cotta, Stuttgart 1987, ISBN 3-608-93113-9. |
| 1994 | Londa Schiebinger                    | Why Mammals Are Called Mammals: Gender Politics in Eighteenth-Century National History. In: American Historical Review, Band 98, Nr. 2, April 1993, S. 382–411. JSTOR:2166840 |
| 1995 | Elizabeth Lunbeck                    | The Psychiatric Persuasion. Knowledge, Gender, and Power in Modern America. Princeton University Press, Princeton, N.Y. 1994. ISBN 978-0-691-02584-1. |
| 1996 | Ida Stamhuis                         | A Female Contribution to Early Genetics: Tine Tammes and Mendel’s Laws for Continuous Characters. In: Journal of the History of Biology, Band 28, Nr. 3, Herbst 1995, S. 495–531. JSTOR:4331365. |
| 1997 | Margaret W. Rossiter                 | Women Scientists in America. Before Affirmative Action, 1940–1972. Johns Hopkins University Press, Baltimore 1995. ISBN 978-0-8018-4893-3. |
| 1998 | Mary Terrall                         | Émilie du Chätelet and the Gendering of Science. In: History of Science, Band 33, Nr. 3, 1. September 1995, S. 283–310. |
| 1999 | Linda J. Lear                        | Rachel Carson. Witness for Nature. Henry Holt and Company, New York, 1997. ISBN 0-8050-3427-7. |
| 2000 | Naomi Oreskes                        | Objectivity or Heroism? On the Invisibility of Women in Science. In: Osiris, Band 11, 1996, S. 87–113. JSTOR:301928 |
| 2001 | Charlotte Furth                      | A Flourishing Yin. Chinese Medical History, 960–1665. University of California Press, Berkeley, 2000. ISBN 978-0-520-20829-2. |
| 2002 | Ruth Oldenziel                       | Multiple-Entry Visas: Gender and Engineering in the U.S., 1870–1945. In: Annie Canel, Ruth Oldenziel, Karin Zachmann (Hrsg.): Crossing Boundaries, Building Bridges: Comparing the History of Women Engineers, 1870s–1990s. Harwood Academic Publishers, Amsterdam 2000. ISBN 90-5823-069-4. S. 11–50.             |
| 2003 | Ellen Singer More                    | Restoring the Balance. Women Physicians and the Profession of Medicine, 1850–1995. Harvard University Press, Cambridge, Mass., 2000. ISBN 978-0-674-76661-7. |
| 2004 | Paula Findlen                        | The Scientist’s Body: The Nature of Woman Philosopher in Enlightenment Italy. In: Lorraine Daston, Gianna Pomata (Hrsg.): The Faces of Nature in Enlightenment Europe. Berliner Wissenschafts-Verlag, Berlin 2003. ISBN 3-8305-0360-1. S. 211–236.                                                                 |
| 2005 | Kathleen Broome Williams             | Improbable Warriors: Women Scientists and the U.S. Navy in World War II, The Naval Institute Press. ISBN 978-1-55750-961-1. |
| 2006 | Arleen Tuchman                       | Situating Gender. Marie E. Zakrzewska and the Place of Science in Women’s Medical Education. In: Isis, Band 85, Nr. 1, März 2004, S. 34–37. doi:10.1086/423510. |
| 2007 | Katharine Park                       | Secrets of Women: Gender, Generation, and the Origins of Human Dissection. Zone Books, Annapolis, Md. 2001. ISBN 978-1-55750-961-1. |
| 2008 | Sara Stidstone Gronim                | What Jane Knew: A Woman Botanist in the Eighteenth Century. In: Journal of Women’s History, Band 19, Nr. 3, 2007, S. 33–59. doi:10.1353/jowh.2007.0058. |
| 2009 | Monica H. Green                      | Making Women’s Medicine Masculine. The Rise of Male Authority in Pre-Modern Gynaecology. Oxford University Press, Oxford 2008. ISBN 978-0-19-921149-4. |
| 2010 | Marsha L. Richmond                   | The ‘Domestication’ of Heredity: The Familial Organization of Geneticists at Cambridge University, 1895–1910. In: Journal of the History of Biology, Band 39, Nr. 3, 2006, S. 565–605. doi:10.1007/s10739-004-5431-7.                                                                                              |
| 2011 | Yi-Li Wu                             | Reproducing Women: Medicine, Metaphor, and Childbirth in Late Imperial China. University of California Press, Berkeley 2010. ISBN 978-0-520-26068-9. |
| 2012 | Peter Kastor, Conevery Valencius     | Sacagawea’s Cold: Pregnancy and the Written Record of the Lewis and Clark Expedition. In: Bulletin of the History of Medicine, Band 82, Sommer 2008, S. 276–310. |
| 2013 | Sally Gregory Kohlstedt              | Teaching Children Science: Hands-On Nature Study in North America, 1890–1930. The University of Chicago Press, Chicago 2010. ISBN 978-0-226-44990-6. |
| 2014 | Kimberly A. Hamlin                   | The ‘Case of a Bearded Woman’: Hypertrichosis and the Construction of Gender in the Age of Darwin. In: American Quarterly, Band 63 Nr. 4, 2011, S. 955–981. doi:10.1353/aq.2011.0051. |
| 2015 | Amy Sue Bix                          | Girls Coming to Tech! A History of American Engineering Education for Women. MIT Press, Cambridge, Mass. 2014. ISBN 978-0-262-01954-5. |
| 2016 | Paola Bertucci                       | The In/visible Woman: Mariangela Ardinghelli and the Circulation of Knowledge between Paris and Naples in the Eighteenth Century Isis, Band 104, Nr. 2, Juni 2013, S. 226–249. doi:10.1086/670946. |
| 2017 | Laura Micheletti Puaca               | Searching for Scientific Womanpower. Technocratic Feminism and the Politics of National Security, 1940–1980. University of North Carolina Press, Chapel Hill 2014. ISBN 978-1-4696-1081-8. |
| 2018 | Kara Swanson                         | Rubbing Elbows and Blowing Smoke: Gender, Class, and Science in the Nineteenth-Century Patent Office. In: Isis, Band 108, Nr. 1, März 2017, S. 40–60. doi:10.1086/691396 |
| 2019 | Elaine Leong                         | Recipes and Everyday Knowledge: Medicine, Science, and the Household in Early Modern England. University of Chicago Press, 2018. ISBN 978-0-226-58366-2. |
| 2020 | Myrna Perez Sheldon                  | Breeding Mixed Race Women for Profit and Pleasure. In: American Quarterly, Band 71, Nr. 3, 2019, S. 741–765. doi:10.1353/aq.2019.0052. |
| 2021 | Sharon Strocchia                     | Forgotten Healers: Women and the Pursuit of Health in Late Renaissance Italy, Harvard University Press, 2018. ISBN 978-0-674-24174-9. |
| 2022 | Beans Velocci                        | Standards of Care: Uncertainty and Risk in Harry Benjamin's Transsexual Classifications. In: TSQ, Band 8, Nr. 4, 2021, S. 462–480. doi:10.1215/23289252-9311060. |
| 2023 | Leah Devun                           | The Shape of Sex: Nonbinary Gender from Genesis to the Renaissance, Columbia University Press, 2021. ISBN 978-0-231-55136-6. |
| 2024 | Christoffer Basse Erikson, Xinyi Wen | Colouring Flowers: Books, Art, and Experiment in the Household of Margery and Henry Power In: The British Journal of the History of Science (2023), 56, S. 21–43. |